# سوبر تكس كارت
سوبر تَكس كارت (بالإنجليزية: SuperTuxKart)‏ هي لعبة سباق سيارات حرة ومفتوحة المصدر، تصدر تحت شروط رخصة جنو العمومية، الإصدار 3. تضم اللعبة العديد من جالبي الحظ لمشاريع مفتوحة المصدر. سوبر تَكس كارت هي لعبة متعددة المنصات وتعمل على لينكس، وماك أو إس، ومايكروسوفت ويندوز، وأندرويد، وآي أو إس (تجريبي)، ونينتندو سويتش.
بدأت اللعبة كتفرع معدل للعبة تَكس كارت التي طورها ستيف وأوليفر بيكر في 2000. عندما توقف تطوير اللعبة في مارس 2004، بدأ تطوير لعبة سوبر تَكس كارت من قبل مطورين آخرين في 2006. اللعبة الآن قيد التطوير النشط من مجتمع اللعبة.

## اللعب

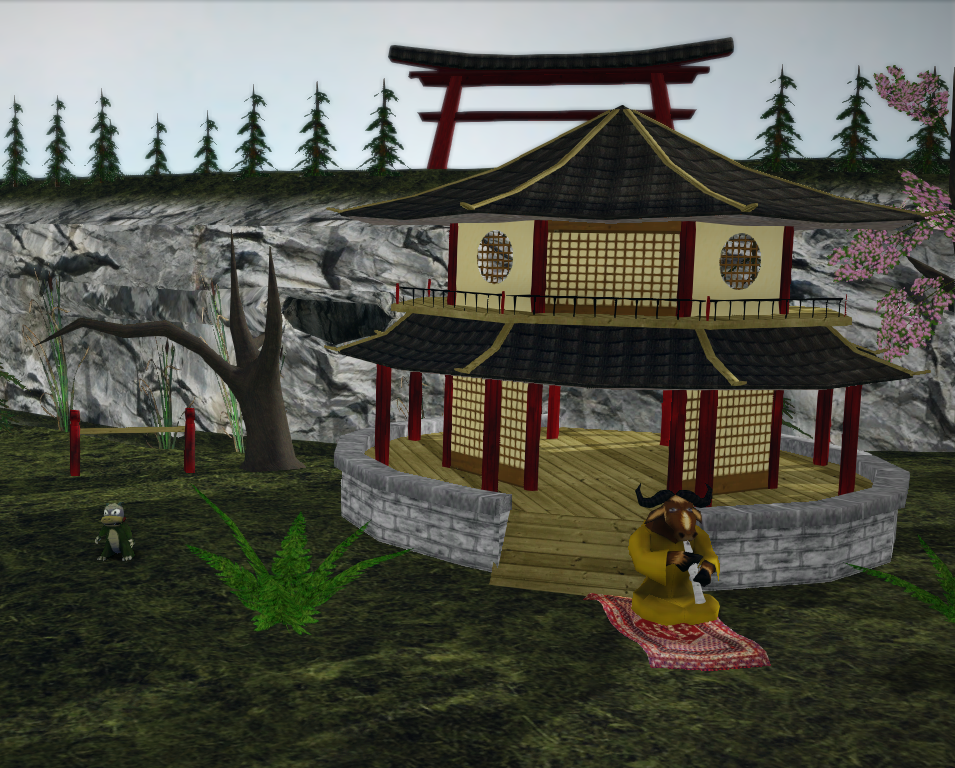
جنو ونولوك في بداية طور القصة في سوبر تَكس كارت

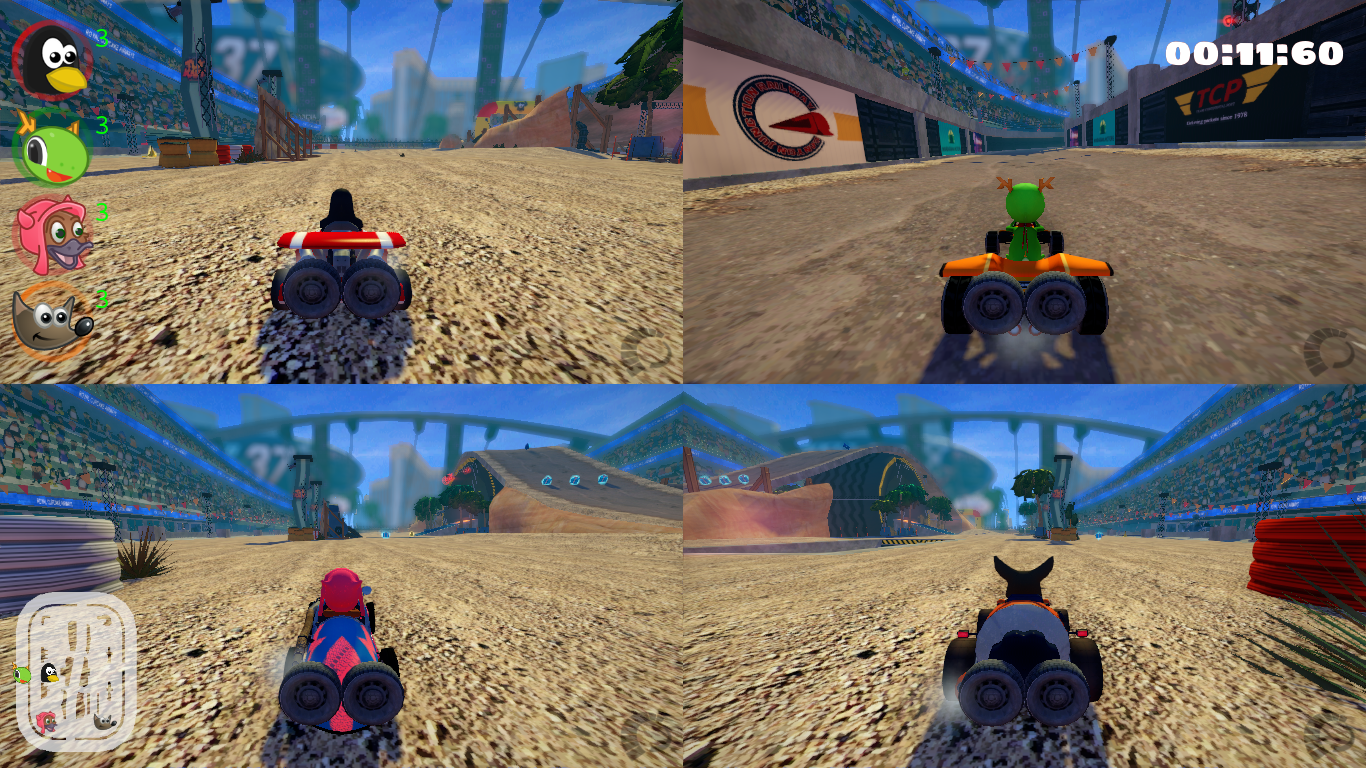
4 لاعبين في وضع الشاشة المنقسمة

نمط لعب سوبر تَكس كارت مشابه لسلسلة ماريو كارت، ولكن فيها أيضا عناصر مميزة فعل سبيل المثال يمكن جمع واستخدام علب السرعة. تتميز اللعبة بوجود جالبي الحظ للعديد من المشاريع مفتوحة المصدر. فعلى سبيل المثال، موزيلا ثندربرد يلعب دور الحكم، فيقوم بإعلان بداية السباق وينقذ اللاعبين في حال خروجهم من الملعب. تدعم اللعبة أنماط اللعب الفردي، ونمط متعدد اللاعبين المحلي، والشبكة الواسعة، واللعب عبر الإنترنت.

### الشخصيات
الشخصيات الرسمية تشمل جالبي الحظ لعدة مشاريع حرة ومفتوحة المصدر. شخصية نولوك لا تمثل مشروعا معينا مفتوح المصدر، بل هي خصم لتَكس. يمكن إنشاء أو إضافة العديد من الشخصيات الأخرى للعبة من خلال تنزيلها من موقع إضافات اللعبة الرسمي.

### الحبكة
على عكس ماريو كارت، فإن سوبر تَكس كارت لديها طور قصة مرتبط بطريقة اللعب على غرار كراش تيم رسينغ. يستخدم وضع القصة للحصول على مسارات سباق وشخصيات جديدة في اللعبة. في بداية اللعبة يقوم تولوك بخطف جنو، زعيم العالم الحر ومفتوح المصدر، بسفينة الفضاء الخاصة به. ثم يقوم تولوك بزيارة تَكس ليخبره بأنه هو من خطف جنو. بعد أ، يقوم تَكس بالقضاء على تولوك في نهاية اللعبة، يصبح جنو حراً طليقاً.

## تاريخ

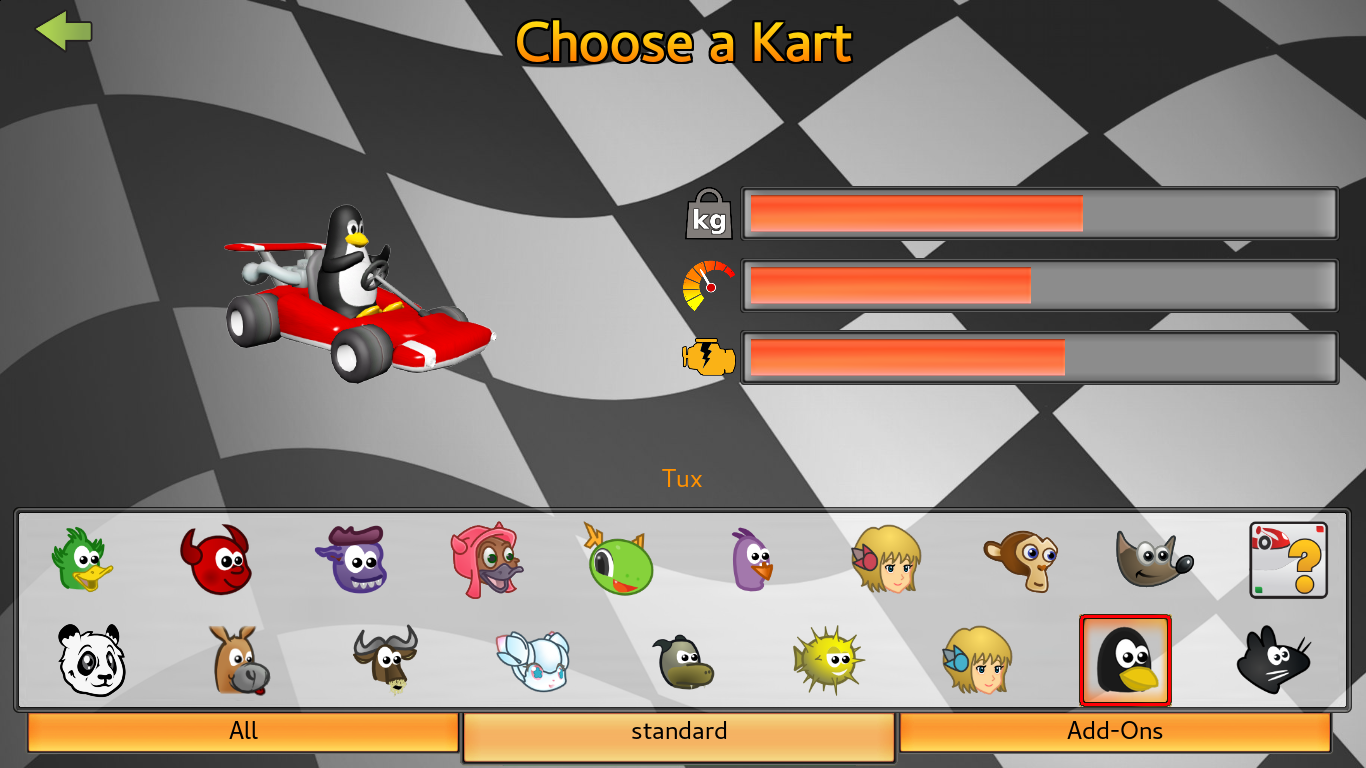
لقطة شاشة تعرض قائمة اختيار الشخصيات (2018)

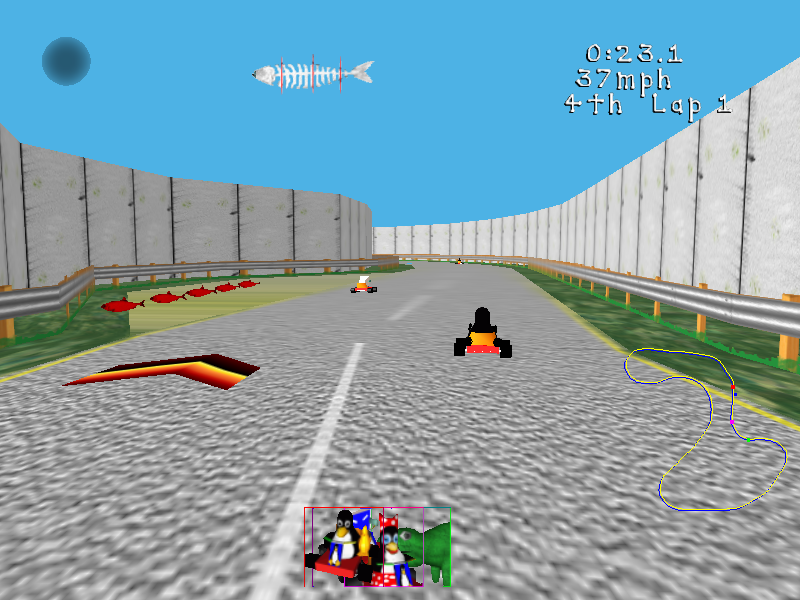
أحد طرق السباق في لعبة تَكس كارت

سوبر تَكس كارت هي تفرع معدل لتَكس كارت، والذي كان مشروعا بدأه ستيف بيكر في أبريل 2000. بسبب الخلافات الداخلية في مشروع تَكس كارت توقف التطوير، ثم انهار المشروع وتم التخلي عنه في مارس 2004. في عام 2006 تم إحياء المشروع باِسم سوبر تَكس كارت وصارت اللعبة قابلة للعب.
كانت اللعبة مرخصة تحت رخصة جنو العمومية الإصدار 2 حتى عام 2008، حيث تم تحديث رخصة الشفرة المصدرية لرخصة جنو العمومية الإصدار 3.
في عام 2010، قامت اللعبة بترك إس دي إل للرسومات وقامت باستعمال محرك إيغليشت. في عامي 2013 و2014 شاركت اللعبة في صيف جوجل البرمجي كمنظمة توجيهية. تم الإعلان عن ترحيل المستودع الرسمي للعبة من سورس فورج إلى غيت هاب في 17 يناير 2014.